# أولينا ديميانينكو
أولينا فيكتورفنا ديميانينكو (ولدت في 8 مايو 1966) هي مخرجة، منتجة أفلام، وكاتبة سيناريو أوكرانية. وهي عضو في الاتحاد الوطني للمصورين السينمائيين في أوكرانيا والأكاديمية السينمائية الأوكرانية (منذ 2017) وأكاديمية السينما الأوروبية (منذ 2018). ولدت أولينا في لفيف، أوكرانيا. وتخرجت في معهد كاربينكو-كاري كييف لفنون المسرح في 1990 .

## وصلات خارجية
- أولينا ديميانينكو في قاعدة بيانات الأفلام على الإنترنت
- أولينا ديميانينكو على موقع الاتحاد الوطني للمصورين في أوكرانيا